# Badminton Déifferdeng
Badminton Déifferdeng (auch: Badminton Club Differdange) ist ein luxemburgischer Badmintonverein aus der Stadt Differdingen. Der Club zählt seit mehreren Jahren zur Spitze der Nationaldivisioun, der höchsten Spielklasse Luxemburgs, und gehört zu den größten und erfolgreichsten Badmintonvereinen des Landes.
Mit 213 aktiven Mitgliedern (Stand: August 2025) ist Badminton Déifferdeng einer der aktivsten Badmintonvereine in Luxemburg.

## Geschichte und Entwicklung
Gegründet im Jahr 1983, entwickelte sich der Verein von einem kleinen Freizeitclub zu einer festen Größe im luxemburgischen Badminton. Besonders in den letzten Jahren etablierte sich Badminton Differdange als Top-3-Verein der Nationaldivisioun.

## Ligazugehörigkeit
Badminton Differdange spielt seit mehreren Jahren in der höchsten Liga des Landes. In der Saison 2024/25 belegte die 1. Mannschaft den 3. Platz der Nationaldivisioun.
Der Club stellt aktuell vier Seniorenmannschaften, die in verschiedenen nationalen Ligen aktiv sind.
Außerdem gewann der Verein mehrmals in Folge den Challenge, den offiziellen Pokalwettbewerb für Mannschaften aus den unteren Divisionen.
Ein besonderer Meilenstein in der Vereinsgeschichte war der Gewinn des nationalen Pokalwettbewerbs im Jahr 2018.

## Jugendförderung
Ein Schwerpunkt des Vereins liegt in der Nachwuchsarbeit. Der Club zählt zu den führenden Vereinen im Kinder- und Jugendbereich in Luxemburg. In der Saison 2024/25 erreichte Badminton Differdange folgende Erfolge:
- U11: Landesmeister und Pokalsieger
- U13: Landesmeister
- U15: Pokalsieger

Kinder werden im Verein in der Regel ab 6 Jahren aufgenommen. Die Nachwuchsteams sind regelmäßig auf nationaler Ebene aktiv und bilden die Basis für die sportliche Zukunft des Clubs.

## Anerkennung und Qualität
Für seine Arbeit im Bereich Vereinsführung, Jugendarbeit und sportlicher Entwicklung wurde Badminton Differdange von der Fédération Luxembourgeoise de Badminton ausgezeichnet. Der Verein erhielt das Platin-Label – die höchste Auszeichnung für Qualität und Engagement im luxemburgischen Badmintonsport.

## Vereinsstruktur
Der Club wird von einem Team aus ehrenamtlichen Mitgliedern geleitet. Daniel Sinico ist der aktuelle Präsident des Vereins.

### Ziele und Ausrichtung
Das Langzeitziel des Vereins ist es, die Meisterschaft in der Nationaldivisioun zu gewinnen. Mit kontinuierlicher Nachwuchsförderung, professionellem Training und einer starken Vereinsstruktur strebt Badminton Differdange an, sich dauerhaft an der Spitze des luxemburgischen Badmintons zu behaupten.

## Vereinsfarben und Präsenz
- Vereinsfarben: Schwarz
- Präsenz: Der Club ist aktiv auf Social Media, insbesondere Instagram, wo regelmäßig über Spiele, Turniere, Events und das Vereinsleben berichtet wird.